# Antonio Rossellino
Antonio Rossellino właśc. Antonio Gamberelli (1427 – 1479) – florencki rzeźbiarz, młodszy brat (oraz uczeń) malarza Bernardo Rosselino.

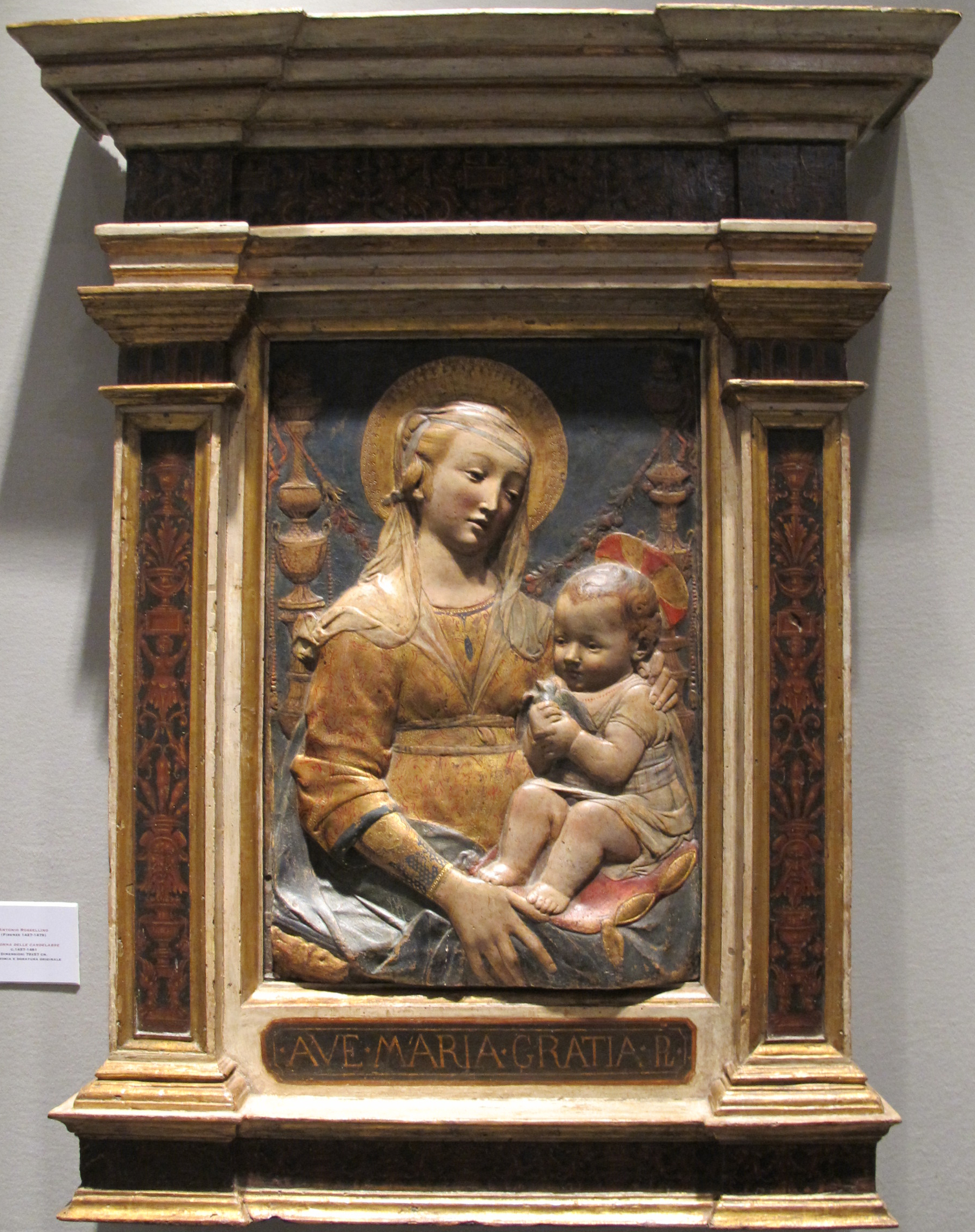
Antonio Rossellino – Madonna delle candelabre, (1457-1461), 79x57 cm, kol. pryw.

Był najmłodszym z pięciorga rodzeństwa rzeźbiarzy i kamieniarzy. Twierdził, iż pobierał nauki u samego Donatella.